# Ліберті-стріт (Мангеттен)
Ліберті-стріт (англ. Liberty Street) — вулиця в Нью-Йорку, що тягнеться зі сходу на захід від середини Нижнього Манхеттена майже до Іст-Рівер. Межує з такими об’єктами, як Ліберті-стріт 28, будівля Федерального резервного банку Нью-Йорка, Ліберті тауер, будівля Торгової палати 140 Бродвей, Ван-Ліберті-плаза, Парк Ліберті Плаза, Всесвітній торговий центр, Брукфілд-плейс, Гейтвей-плаза, Ліберті Парк і пристань для яхт Північної Бухти. FDNY Firehouse, Engine Company 10 і Ladder Company 10 розташовані на вулиці Ліберті, 124, прямо навпроти Всесвітнього торгового центру.

## Історія

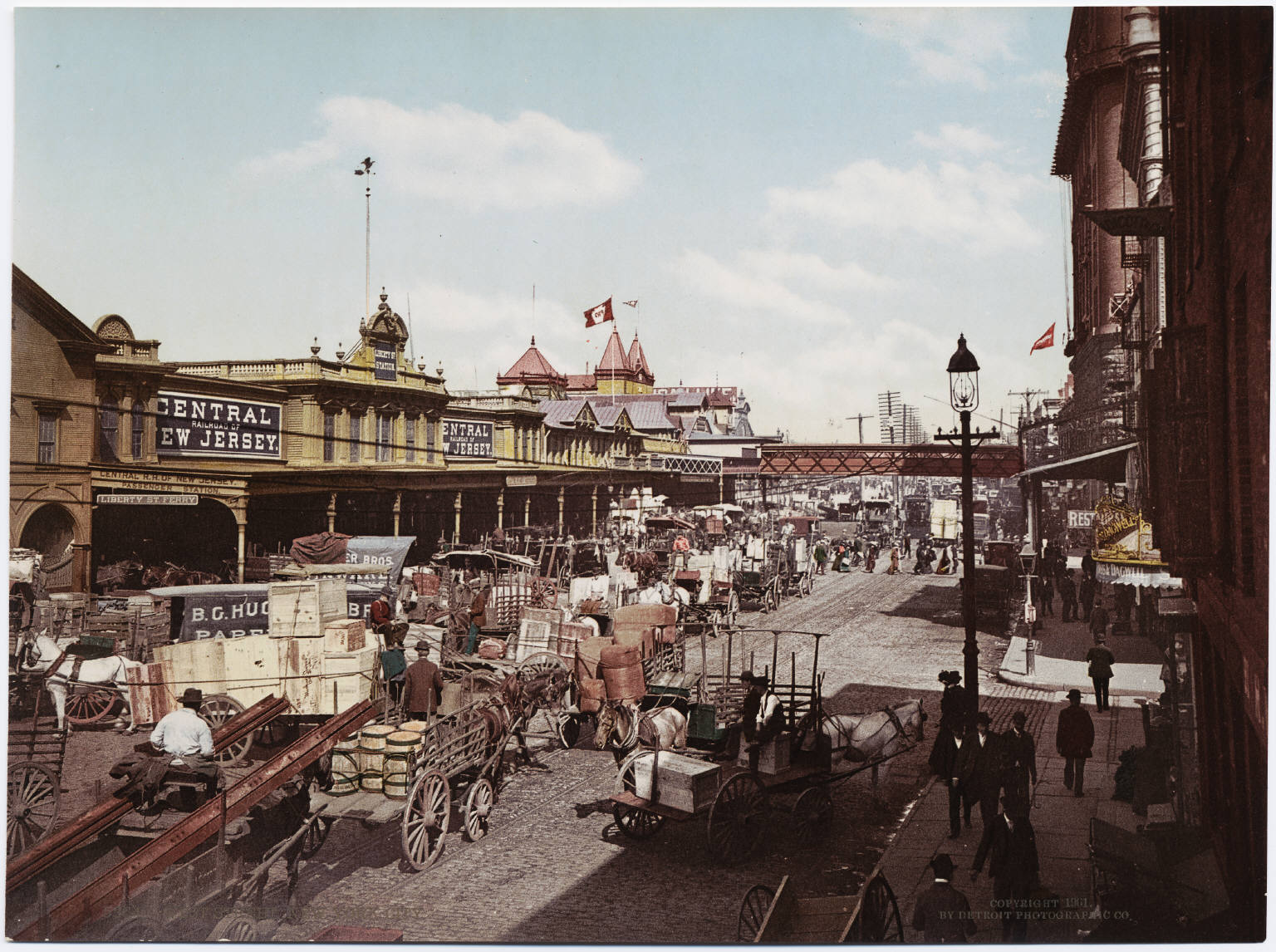
Термінал Центральної залізниці Нью-Джерсі на Ліберті-стріт приблизно 1900 рік

До Американської революції Ліберті-стріт була відома як Краун-стріт, яка складалася з нинішньої Ліберті-стріт, а також нинішнього Мейден-лейн між Ліберті-стріт і Перл-стріт. У 1793 році назву було змінено на Ліберті-стріт, а частину на схід від перехрестя було додано до Дівочого провулку.
Між 1860-ми і 1960-ми роками головна поромна переправа Центральної залізниці Нью-Джерсі проходила від підніжжя вулиці на річці Гудзон до терміналу Коммуніпо в Джерсі-Сіті.
Наприкінці 1960-х років усі будівлі, що проходили вздовж північної сторони вулиці від Черч-стріт до Вест-стріт, були знесені, щоб звільнити місце для Всесвітнього торгового центру.